# Sexe a Nova York 2
Sexe a Nova York 2 (títol original en anglès, Sex and the City 2) és una pel·lícula estatunidenca dirigida per Michael Patrick King, estrenada el 2010 i protagonitzada per Sarah Jessica Parker, Cynthia Nixon, Kristin Davis i Kim Cattrall. Estrenada en 2010 -a Espanya el 28 de maig-, la pel·lícula és la seqüela de Sexe a Nova York: La pel·lícula estrenada l'any 2008 i està basada en la sèrie de televisió Sex and the City, i a l'hora ha tingut una seqüela en la sèrie And Just Like That.
Ha estat doblada i subtitulada al català.

## Argument
La trama de la pel·lícula gira entorn de la vida de casats de la Carrie (Sarah Jessica Parker) i en Big (Chris Noth), i mostra les esporàdiques temptacions de tots dos que podrien arruïnar el seu matrimoni. La Charlotte (Kristin Davis) haurà de sortir-se'n fent de mare, la Miranda (Cynthia Nion) canvia de carrera i la Samantha torna a festejar amb Smith (Jason Lewis). La Carrie, la Charlotte, la Miranda i la Samantha (Kim Catrall) decideixen, en un moment molt decisiu per a les quatre, fer un viatge per a reflexionar cap a on van.

## Producció

### Desenvolupament
Sarah Jessica Parker, Cynthia Nixon, Kristin Davis i Kim Cattrall repiteixen com les quatre amigues protagonistes. Chris Noth repeteix com el senyor Big, Evan Handler fa el mateix amb el seu personatge de Harry Goldenblatt, David Eigenberg com Steve Brady, Willie Garson com Stanford Blatch i Mario Cantone com Anthony Maretino. Michael Patrick King va repetir com a guionista i director i Patricia Field es va encarregar del vestuari.

### Rodatge
El rodatge a Nova York fou ajornat a finals de juliol a conseqüència que les autoritats de Dubai no van autoritzar el rodatge als Emirats Àrabs Units. Per aiò, el rodatge d'aquesta part de la pel·lícula es va realitzar finalment en Marroc. Les quatre actrius principals, juntament amb altres actors de la cinta, van ser fotografiats filmant escenes al Marroc el novembre de 2009, són inicialment van planejar un rodatge de 13 dies que, finalment, es van estendre a 6 setmanes.
Es va especular que Victoria Beckham aparegués a la seqüela, després d'haver renunciat a una prova el 2007 per una gira de la banda Spice Girls, tot i que no havia sigut confirmat encara. L'actriu Penélope Cruz participa en la pel·lícula amb un paper breu com Carmen, una banquera.

## Estrena

### Promoció
La promoció de la pel·lícula va començar el desembre de 2009, quan el pòster oficial fou publicat, amb Carrie amb un vestit blanc i amb ulleres de sol daurades amb un reflex d'una escena marroquina i el missatge "Carrie On", similar a l'utilitzat a la primera entrega per a la pantalla gran, "Get Carried Away".
El tràiler oficial de la pel·lícula fou publicat el 22 de desembre de 2009, amb el senzill "Empire State of Mind" de Jay-Z i Alicia Keys com a banda sonora.
El març de 2010, es van publicar nous detalls, principalment escenes del rodatge al Marroc.

## Repartiment
- Sarah Jessica Parker: Carrie Bradshaw
- Kim Cattrall: Samantha Jones
- Kristin Davis: Charlotte York Goldenblatt
- Cynthia Nixon: Miranda Hobbes
- Chris Noth: senyor Big
- David Eigenberg: Steve Brady
- Evan Handler: Harry Goldenblatt
- Jason Lewis: Jerry "Smith" Jerrod
- Max Ryan: Rikard Spirit
- Lynn Cohen: Magda
- Liza Minnelli: ella mateixa
- Miley Cyrus: ella mateixa
- Penélope Cruz: Carmen
- Dhaffer L'Abidine: Mahmud
- Heidi Klum: ella mateixa

## Premis i nominacions
Va ser nominada a 7 premis Golden Raspberry o Razzies, guanyant tres: pitjor repartiment, pitjor seqüela, preqüela, remake o plagi i pitjor actriu que van guanyar les quatre protagonistes (Parker, Davis, Catrall i Nixon)